# Nabua
Nabua is een gemeente in de Filipijnse provincie Camarines Sur op het eiland Luzon. Bij de laatste census in 2007 had de gemeente ruim 75 duizend inwoners.

## Geografie

### Bestuurlijke indeling
Nabua is onderverdeeld in de volgende 38 barangays:
| - Angustia - Antipolo Old - Antipolo Young - Aro-aldao - Bustrac - Dolorosa - Duran - Inapatant - La Opinion - La Purisima - Lourdes Old - Lourdes Young - Malawag - Paloyon Oriental | - Paloyon Proper - Salvacion Que Gatos - San Antonio - San Antonio Ogbon - San Esteban - San Francisco - San Isidro - San Isidro Inapatan - San Jose - San Juan - San Luis - San Miguel - San Nicolas - San Roque | - San Roque Madawon - San Roque Sagumay - San Vicente Gorong-Gorong - San Vicente Ogbon - Santa Barbara - Santa Cruz - Santa Elena Baras - Santa Lucia Baras - Santiago Old - Santiago Young - Santo Domingo - Tandaay - Topas Proper - Topas Sogod |

## Demografie
Nabua had bij de census van 2007 een inwoneraantal van 75.422 mensen. Dit zijn 4.513 mensen (6,4%) meer dan bij de vorige census van 2000. De gemiddelde jaarlijkse groei komt daarmee uit op 0,85%, hetgeen lager is dan het landelijk jaarlijks gemiddelde over deze periode (2,04%). Vergeleken met de census van 1995 is het aantal mensen met 9.434 (14,3%) toegenomen.

De bevolkingsdichtheid van Nabua was ten tijde van de laatste census, met 75.422 inwoners op 96,2 km², 784 mensen per km².